# Besar Nimani
Besar Nimani (* 12. Juli 1985 in Mitrovica (Kosovo), Jugoslawien; † 9. März 2024 in Bielefeld, Deutschland) war ein deutscher Profi-Boxer. Er war International-Champion sowie Europa-Champion im Halb-Mittelgewicht des Verbands IBF.

## Karriere

### Amateur
Besar Nimani kam 1997 nach Deutschland und lebte seitdem in Bielefeld. Er begann seine Karriere im Jahre 1998 bei der SV Brackwede. Der Boxsport half dem jungen Migranten, schnell Anschluss in seiner neuen Heimat zu finden. Er bestritt 98 Kämpfe, wovon er 87 für sich entschied. Die Westfalenmeisterschaft gewann er fünf Mal. Bei den Westdeutschen Meisterschaften belegte er drei Mal Platz 1. Bei den Deutschen Meisterschaften konnte Nimani nicht starten, da er zu diesem Zeitpunkt noch nicht die deutsche Staatsangehörigkeit besaß. Während seiner Amateurzeit lernte er auch den späteren WBO-Weltmeister Marco Huck kennen, wobei dieser bereits im Jahre 2004 zu den Profis wechselte. Bis zuletzt pflegten die beiden Sportler ihre Jugendfreundschaft.

### Profikarriere
Im Jahre 2011 wechselte Nimani zu den Profis und bestritt am 12. Februar gegen Thomas Freitag seinen ersten Profikampf; den Kampf konnte Nimani bereits nach 58 Sekunden durch Knockout gewinnen. Die darauf folgenden sechs Kämpfe gewann er ebenfalls durch Knockout. Am 15. Oktober 2011 durfte er bereits um die Internationale Deutsche Meisterschaft gegen Hervé Mbongo-Starr kämpfen. Den Kampf in der Veltener Ofen-Stadt-Halle – und damit seinen ersten Profititel – gewann er nach 10 Runden nach Punkten. Am 18. November 2012 qualifizierte sich Nimani für die Europameisterschaft im Halb-Mittelgewicht der IBF, nachdem er innerhalb von knapp sieben Monaten erfolgreich vier Kämpfe bestritten hatte. Gegen Sandor Micsko setzte er sich mit einem Knockout in der siebten Runde durch und errang seinen ersten internationalen Titel. Seinen größten Erfolg konnte Nimani am 31. Mai 2014 in Bielefeld erringen, als er Mike Miranda bereits in der ersten Runde in die Knie zwang und somit neuer IBF International-Titelträger wurde. Nimani verlor am 11. April 2015 gegen den Franzosen Frank Horche Horta durch Technischen KO in Runde 4. Diesem Kampf folgten längere verletzungsbedingte Pausen. Nach einjähriger Pause feierte Nimani im März 2019 sein Comeback mit einem Sieg gegen Teemu Tuominen. Seinen letzten Kampf bestritt er am 14. Dezember 2019 in Hameln gegen Adnan Zilic.

## Privatleben und Tod
Nimani geriet bereits während seiner Boxkarriere mehrfach in die Schlagzeilen. Im Dezember 2012 wurde er wegen Körperverletzung zu einer Geldstrafe verurteilt. Bei einer gewalttätigen Auseinandersetzung in der Bielefelder Innenstadt im Jahr darauf wurde er von zwei Schüssen getroffen. 2016 wurde er wegen häuslicher Gewalt gegen seine Frau festgenommen, nach kurzer Zeit jedoch entlassen. Am 9. März 2024 wurde Nimani in der Bielefelder Innenstadt beim Verlassen eines Friseursalons mit mehreren Schüssen getötet. Im Juli 2024 wurde ein Tatverdächtiger gefasst und im April 2025 wegen Mord zu lebenslanger Freiheitsstrafe verurteilt; nach einem anderen wird noch gefahndet.

## Liste der Profikämpfe
| Datum             | Ort                                                       | Gegner                                                    | Ergebnis für Nimani          |
| ----------------- | --------------------------------------------------------- | --------------------------------------------------------- | ---------------------------- |
| 12. Februar 2011  | Boxsporthalle Braamkamp 1, Hamburg, Deutschland           | Thomas Freitag                                            | Sieg/K. o. 1. Runde          |
| 5. März 2011      | Sportpalast, Bielefeld, Deutschland                       | Anatolij Baron                                            | Sieg/T. K. o. 2. Runde       |
| 7. Mai 2011       | Theater auf dem Hornwerk, Nienburg/Weser, Deutschland     | Satilmis Benli                                            | Sieg/Aufgabe 1. Runde        |
| 27. Mai 2011      | Freudenreich Professional Boxing, Düsseldorf, Deutschland | Georgios Pegios                                           | Sieg/T. K. o. 4. Runde       |
| 2. Juni 2011      | Trudering, München, Deutschland                           | Ganni Gaxherri                                            | Sieg/K. o. 1. Runde          |
| 16. Juli 2011     | CSB Sporthalle, Bielefeld, Deutschland                    | Emre Altintas                                             | Sieg/T. K. o. 3. Runde       |
| 20. August 2011   | Mehrzweckhalle, Bernau, Deutschland                       | Dominik Ameri                                             | Sieg/T. K. o. 2. Runde       |
| 15. Oktober 2011  | Ofen-Stadt-Halle, Velten, Deutschland                     | Hervé Mbongo-Starr, Internationale Deutsche Meisterschaft | Punktsieg (10 Runden)        |
| 5. November 2011  | Altes Funkwerk, Berlin, Deutschland                       | Jerry Dietze                                              | Sieg/T. K. o. 1. Runde       |
| 24. März 2012     | Stadtwerke Arena, Münster, Deutschland                    | Thomas Hengstberger                                       | Punktsieg (6 Runden)         |
| 22. April 2012    | Palestra Karagac, Peje, Kosovo                            | Zoran Cvek                                                | Sieg/T. K. o. 3. Runde       |
| 26. Mai 2012      | Sportpalast, Bielefeld, Deutschland                       | Alim Kovacevic, Internationale Deutsche Meisterschaft     | Sieg/K. o. 3. Runde          |
| 18. November 2012 | Universal Hall, Berlin, Deutschland                       | Sandor Micsko, IBF Europameisterschaft                    | Sieg/K. o. 7. Runde          |
| 26. April 2013    | Kulturhaus Arena, Stuttgart, Deutschland                  | Aleksandar Nikolić                                        | Sieg/K. o. 2. Runde          |
| 24. Mai 2013      | Pristina, Kosovo                                          | Valentin Stoychev                                         | Sieg/K. o. 1. Runde          |
| 22. März 2014     | Uferstudios, Berlin, Deutschland                          | Pietro d’Alesio                                           | Punktsieg (6 Runden)         |
| 31. Mai 2014      | Ringlokschuppen, Bielefeld, Deutschland                   | Mike Miranda, IBF Internationale Meisterschaft            | Sieg/K. o. 1. Runde          |
| 30. August 2014   | Gerry Weber Stadion, Halle (Westf.), Deutschland          | Ferenc Albert                                             | Sieg/T. K. o. 5. Runde       |
| 11. April 2015    | Schützen- und Bürgerhaus, Hövelhof, Deutschland           | Frank Horche Horta                                        | Niederlage/T. K. o. 4. Runde |
| 27. Juni 2015     | Sportpark Lippe, Detmold, Deutschland                     | Peter Orlik                                               | Sieg/K. o. 1. Runde          |
| 12. Dezember 2015 | Schützen- und Bürgerhaus, Hövelhof, Deutschland           | Ferenc Hafner                                             | Sieg/Punkte 10 Runden        |
| 27. Februar 2016  | Gerry Weber Stadion, Halle (Westf.), Deutschland          | Chris Herrmann                                            | Sieg/K. o. 3. Runde          |
| 11. Februar 2017  | EMKA Sportzentrum, Velbert, Deutschland                   | Mladen Tomas                                              | Sieg/K. o. 1. Runde          |
| 1. April 2017     | Westfalenhalle, Dortmund, Deutschland                     | Pasta Varduashvilli                                       | Sieg/T. K. o. 4. Runde       |
| 31. März 2018     | Altrheinhalle, Plittersdorf, Deutschland                  | Eis Dzambas                                               | Sieg/K. o. 2. Runde          |